# Клевцов Валентин Іванович
Клевцов Валентин Іванович (нар. 15 березня 1930, с. Безводівка, Оренбурзька область, РРФСР — 1 листопада 1996, Ялта, Україна) — радянський, український актор, кінорежисер-документаліст.
Народ. 1930 р. у с. Безводівка Оренбурзької обл. в родині селянина. 
Закінчив філологічний факультет Калінінградського державного педагогічного інституту (1958) та режисерський факультет Ленінградського інституту музики, театру і кінематографії (1962). 
Був актором та режисером у театрах Калінінграда, працював режисером Кримської студії телебачення.
З 1977 р. — режисер «Укртелефільму».
Створив стрічки: «Маршал радянської науки» (1973), «Людина і мрія» (Бронзова медаль ВДНГ СРСР, 1974), «Чарівники Нікітського саду» (диплом фестивалю «Новому — крила», Москва, 1974), «Літо починається зимою» (Срібна медаль ВДНГ СРСР, 1975), «Комбайнер», «Ті, що напоїли степ» (диплом ВДНГ СРСР), «Батиліман» (диплом Всесоюзного фестивалю «Людина і море», Таллінн, 1976), «Час і сад», «Лев Толстой у Криму» (1979, диплом журі VIII Всесоюзного фестивалю телевізійних фільмів, Баку, 1979), «Вгамування спраги», «Створити сад» (1981), «Кримські сторінки Олександра Гріна» (1980. Диплом журі IX Всесоюзного фестивалю телевізійних фільмів, Єреван, 1981) та ін.
Був членом Спілки кінематографістів України.
Помер 1 листопада 1996 р. в Ялті. 